# Dieter Bockhorn
Dieter Bockhorn, né en 1938 à Stuttgart, en Allemagne, et mort le 31 décembre 1983 à Cabo San Lucas au Mexique, est une personnalité de la scène nocturne hambourgeoise, surnommé le « Prince de Sankt-Pauli », avant de devenir médiatisé par sa relation avec l'icône Uschi Obermaier.

## Les années hambourgeoises
Dieter Bockhorn a travaillé comme serveur d'abord à Bonn pui à Hambourg. C'est là, sur la Reeperbahn, qu'il ouvre à la fin des années 1950 sa première boîte de nuit qu'il nomme L'Amour. Quelques années plus tard il ouvre une autre boîte appelée Baby Doll. Dans les années 1960, Bockhorn commence à posséder plusieurs bars et clubs dans le quartier rouge hambourgeois. Bien qu'il acquit une certaine autorité grâce à son succès commercial, il n'était pas lui-même souteneur de prostituées. Il était connu dans le quartier de Sankt-Pauli comme le « prince du Kiez ».
Au début des années 1970, Bockhorn a loué ses locaux sur la Reeperbahn pour se concentrer sur l'ouverture du Galerie-Café Adler situé dans une ancienne droguerie à Weidenstieg 17 dans le quartier de Eimsbüttel de l'arrondissement du même nom. Le Galerie-Café Adler était à la fois un bar, un bistro, une galerie d'art et un lieu d'installation et de performance pour artistes actionnistes. Il y organisait de nombreuses soirées où se croisaient entre autres des personnalités comme les musiciens Alvin Stardust, Bob Geldof et The Boomtown Rats, le fondateur du journal Der Spiegel Rudolf Augstein ou l'homme politique Hans-Ulrich Klose.
Bockhorn avait un style de vie très extravagant. Son appartement était décoré d'antiquités et de répliques de bustes historiques comme de crânes d'animaux ou de plants de marijuana. Il conservait une montre Rolex en or dans un aquarium peuplé de piranhas. Il avait comme animal de compagnie un singe nommé Cheetah. De nombreux objets qu'il avait ramené de ses nombreux voyages autour du monde. Il était également polytoxicomane entre de l'héroïne, de la cocaïne, de la marijuana, du LSD et de l'opium durant son voyage en Asie. Il y eut plusieurs descentes de police au Galerie-Café Adler à cause de la consommation de drogue régulière de ses clients.

## En couple avec Uschi Obermaier
Après avoir vu le mannequin Uschi Obermaier en une de magazine, il décide de la rencontrer et d'en faire sa « princesse ». À travers cette relation, Bockhorn deviendra célèbre et le couple sera très médiatisé. Leur relation ne sera pas sans heurts : Bockhorn aurait trompé sa femme de nombreuses fois et l'aurait également frappée. Leur relation a néanmoins duré dix ans, jusqu'à la mort de Bockhorn. Ils firent appel au psychologue Halko Weiss pour régler leurs problèmes conjugaux.
À partir de 1976, Bockhorn et Obermaier s'embarquent pour un voyage à travers le monde, à l'aide de camionnettes que Bockhorn transforme en bus de luxe avec l'aide du designer Holger Schmidtchen. Le premier voyage de vingt mois suit la hippie trail à travers l'Afghanistan, le Pakistan, l'Inde et le Népal. Ils se marient en Inde selon les rites hindous, dans ce qu'Uschi Obermaier considère dans son autobiographie comme un happening. Le mariage ne sera jamais reconnu en Allemagne.
Après être revenu peu de temps à Hambourg, le couple repart sur les routes des États-Unis et du Mexique. Le couple deviendra culte dans les médias allemands, qui les érigeront comme le symbole d'une génération qui coupe les ponts avec la bourgeoisie de leurs parents. 
Bockhorn meurt à Cabo San Lucas dans la Basse-Californie du Sud au Mexique. Il conduisait sa moto en état d'ivresse quand il a heurté de plein fouet un véhicule sur la route.